# Hylodesmum menglaense
Hylodesmum menglaense är en ärtväxtart som först beskrevs av Chieh Chen och X.J.Cui, och fick sitt nu gällande namn av Hiroyoshi Ohashi och Robert Reid Mill. Hylodesmum menglaense ingår i släktet Hylodesmum och familjen ärtväxter. Inga underarter finns listade i Catalogue of Life.